# Протиожеледна обробка

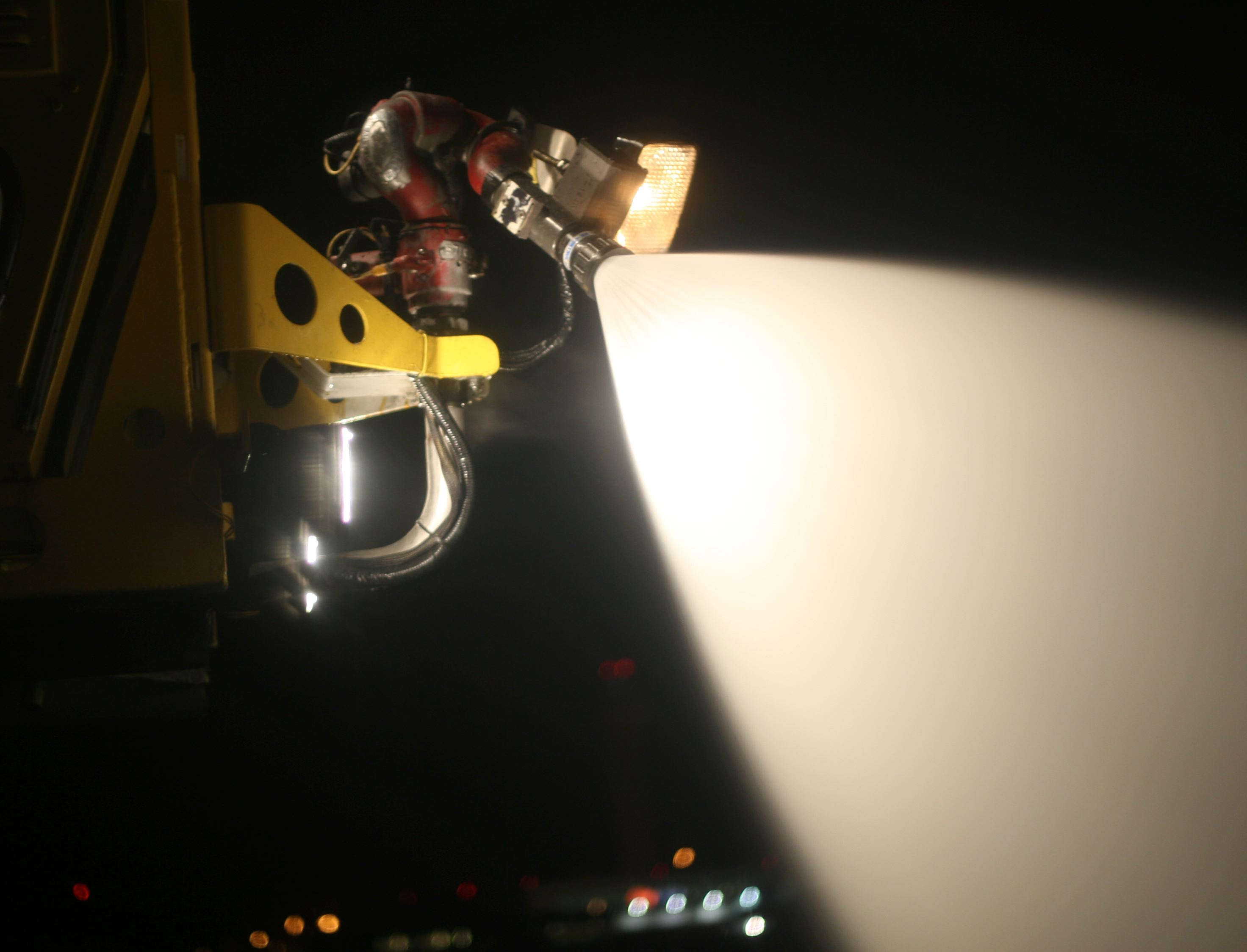
Розприскування ПО речовин в аеропорті Солт Лейк Сіті, 2010 р.

Прóтиóжеледна обрóбка (англ. de-icing), ПОО ― включає в себе усунення снігу, льоду, ожеледі з певної поверхні, після чого здійснюється нанесення хімічних речовин (англ. anti-icing), що не лише усуває згадані атмосферні явища, але й створює на поверхні шар реагентів, що затримають формування льоду протягом визначеного періоду часу або розрихлять останній для полегшення його механічного видалення.

## Підходи
ПОО здійснюється механічним способом (зіскрібанням чи зіштовхуванням); прикладенням тепла; використанням сухих чи зріджених хімікатів, що знижують t° точки замерзання води (різноманітні солі чи ропи, алкоголь чи гліколі); або все вищезгадане у поєднанні.

### Повітряне судно

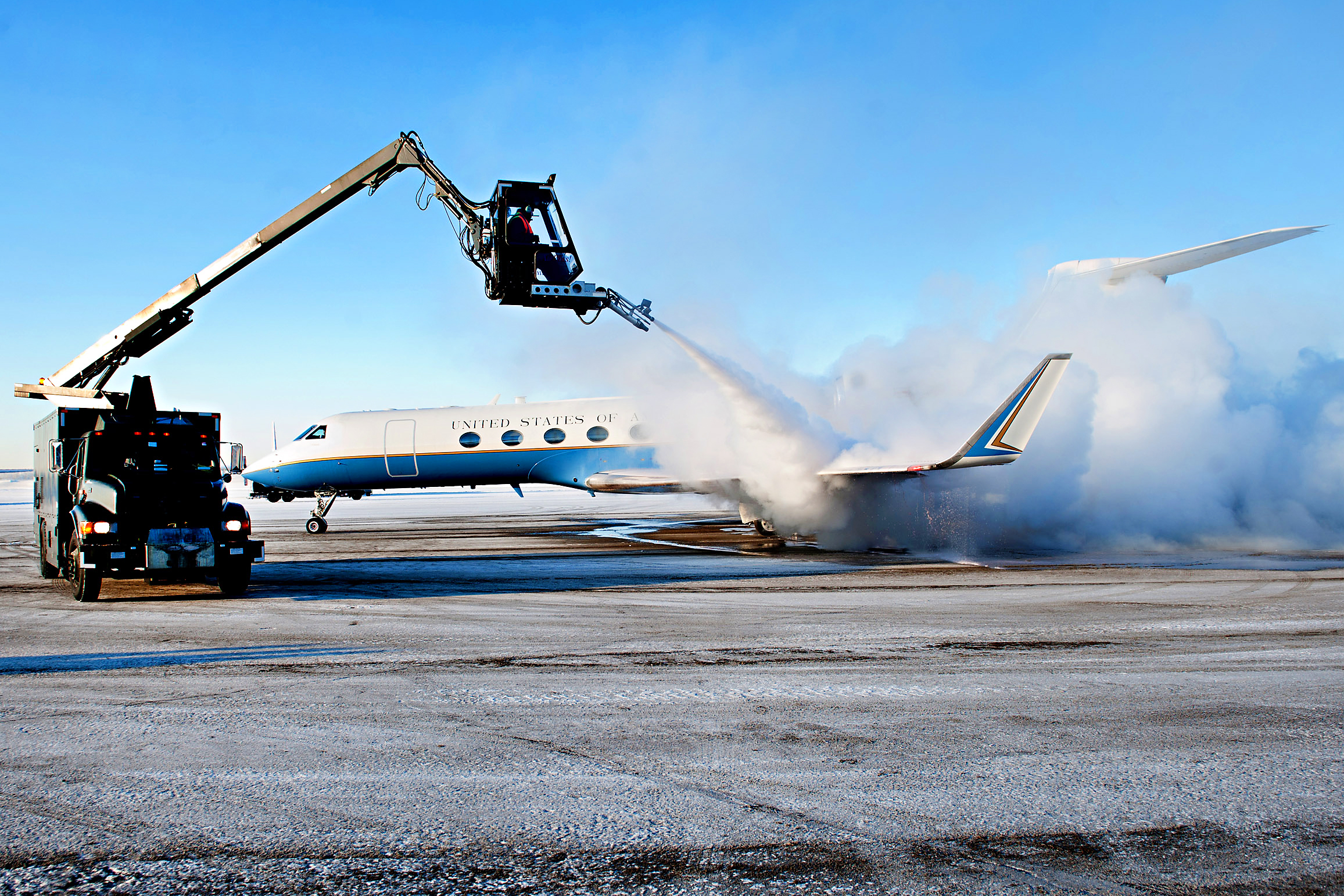
Gulfstream G550 проходить ПОО перед відправленням з Аляски у січні

На землі під час заморозків та опадів проведення ПОО є критично важливим. Лід, сніг, паморозь, ожеледь та інші погодні явища деформують контролюючі поверхні, протидіючи сталим потокам повітря, зменшують здатність крила створювати підйомну силу та збільшують пробіг. Потенційно це може призвести до авіакатастрофи. Великі фрагменти льоду відшаровуються під час польоту, потрапляють у двигун чи вдаряються об пропелери, спричиняючи їх відмову. Замерзлі опади здатні блокувати контролюючі елементи, протидіючи їх коректній роботі. В зв'язку з цими вкрай небезпечними наслідками ПОО здійснюється в аеропортах коли температура зовнішнього повітря близько 0 °C і  присутня видима волога в будь-якій формі (наприклад, туман з видимістю нижче 1,6 км, дощ, сніг, мокрий сніг або кристали льоду) або стояча вода, сльота, лід або сніг присутні на злітно-посадковій смузі.

#### Хімічна ПОО
Авіакомпанії широко використовують як ПО реагенти пропіленгліколь з додатками.:43 Речовини на основі етиленгліколю все ще використовують для ПОО в різних кутках світу в зв'язку з нижчою робочою температурою ніж ПГ. Однак останній є більш поширений через меншу токсичність.:2–29

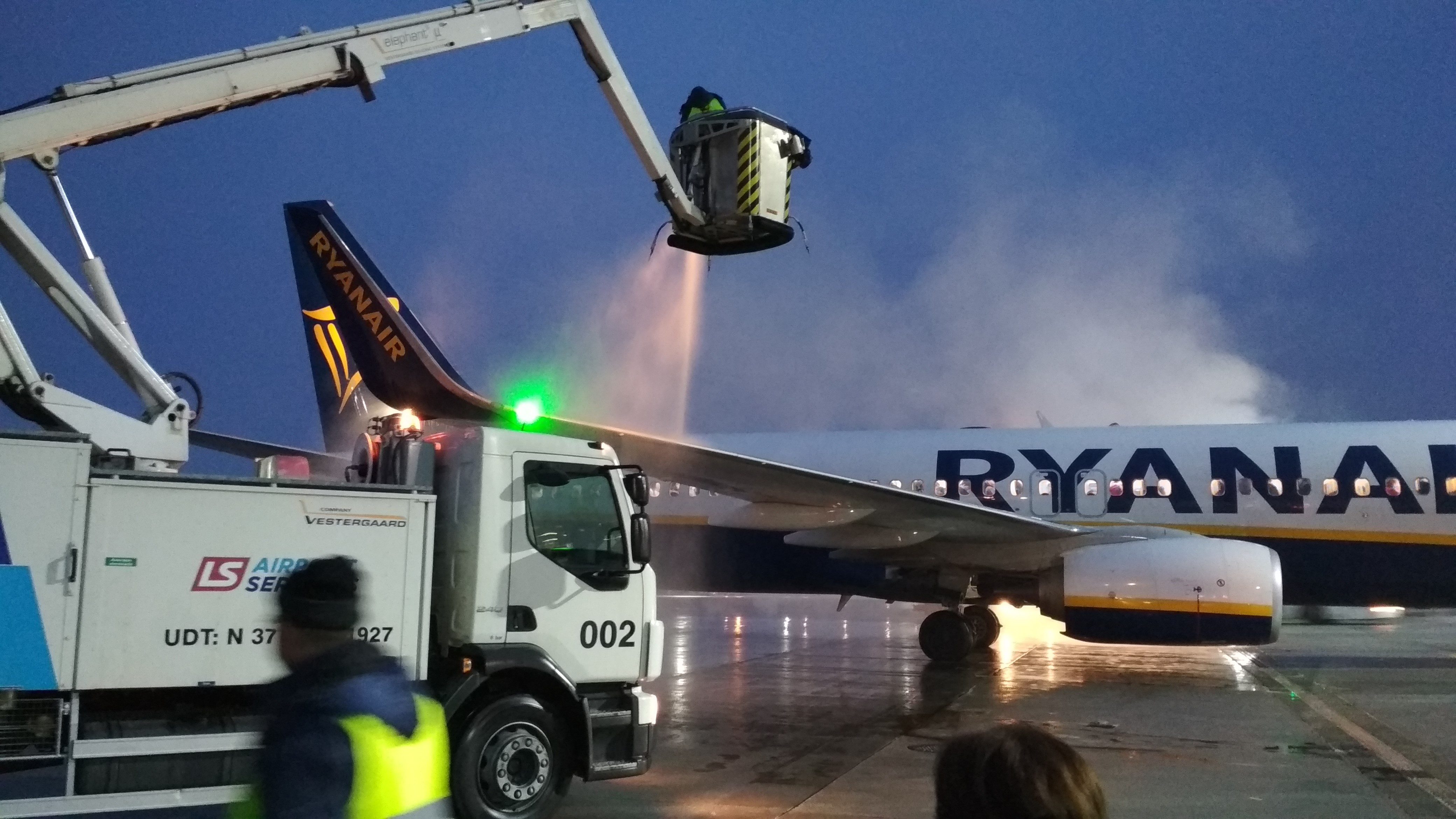
ПОО в Кракові

При нанесенні більшість речовин не затримується на поверхні літальних апаратів, стікаючи донизу.:101 Аеропорти зазвичай використовують системи захисту від проникання ПО рідин до ґрунту та поверхневих вод. Попри те, що ПГ визнаний нетоксичним, він забруднює водні артерії через здатність поглинати при розкладанні значний об'єм кисню, через що мешканці водойм задихаються.
ПОО у вигляді знеліднення (англ. anti-icing) здійснюється шляхом розпилювання захисного шару в'язкої рідини, званої протилідна рідина (англ. anti-ice fluid), ПРЛ, безпосередньо над поверхнею для вбирання забруднювача. Всі ПРЛ надають лише короткочасний захист, в залежності від складу реагента та пануючих погодних умов. Речовина втратичатиме свої властивості, якщо перестає вбирати льодяні субстанції, і властиво сама стає забруднювачем. Навіть вода може перетворитись у забруднювач, так як розбавляє ПРЛ, поки той не втратить свої властивості.:80–81 :2–23

### Зони аеропорту
Під час процедури прибирання снігових решток на частинах аеропорту (ЗПС, руліжки, перони, естакади) може використовуватись кілька типів речовин, твердих хімікатів, включаючи ПГ, ЕГ та інші органічні складники. Речовини на базі хлору (наприклад, сіль) в авіації не використовуються через її корозійну властивість щодо літальних апаратів та іншого обладнання.:34–35
Для усунення опадів через свою дешевизну можуть використовуватись суміші на базі сечовини. Однак остання є суттєвим забруднювачем водойм та довкілля, так як розпадається на аміак, в зв'язку з чим, наприклад, в США з 2012 р. Агентство охорони довкілля (EPA) заборонило її використання в більшості комерційних портів.

## Інциденти, пов'язані з протиожеледною обробкою
1 листопада 2008 року під час підготовки до виконання рейсу SU780 Красноярськ - Шереметьєво сталася евакуація пасажирів під час виконання обливання літака протиожеледною рідиною. Пасажир, який побачив в ілюмінаторі хмару білої пари, подумав, що літак горить, закричав, і це викликало паніку в салоні. Екіпаж, не впоравшись із ситуацією, почав аварійну евакуацію пасажирів.
Система кондиціонування під час обливання літака має бути вимкнена, але екіпаж цього не зробив і пари рідини проникли в салон у вигляді туману, посилюючи паніку.
26 грудня 2012 року під час виконання рейсу DY-5630 з Helsinki до Kittila (Finland) під час виконання заходу на посадку літак почав різко набирати висоту і ледь не потрапив у режим звалювання. Проведене розслідування засвідчило, що причиною відмови системи управління кермом висоти стала рідина, що потрапила в літак під час виконання протиожеледної обробки. У результаті розслідування Боїнг змінив рекомендований кут установки переставного стабілізатора під час виконання протиожеледної обробки.
15 лютого 2021 року під час підготовки рейсу F9-7011 з Nashville до Las Vegas екіпаж, перебуваючи на злітно-посадковій смузі та отримавши дозвіл на зліт, доповів диспетчеру, що повертається на стоянку, оскільки протиожеледну  обробку виконано не повністю. Як виявилося, бортпровідник помітив, що на крилі залишився сніг і доповів екіпажу. Після повернення на стоянку на крилі було виявлено сніг і лід упереміш із протиожеледною рідиною. Як виявилося, в оброблювальній машині закінчилася рідина.

## Дивись також
- Система запобігання обмерзанню

## Поклики
1. 1 2 3 4  Technical Development Document for the Final Effluent Limitations Guidelines and New Source Performance Standards for the Airport Deicing Category (Звіт). Washington, D.C.: U.S. Environmental Protection Agency (EPA). April 2012. EPA-821-R-12-005. Архів оригіналу за 22 вересня 2017. Процитовано 3 листопада 2017.
2. 1 2  Environmental Impact and Benefit Assessment for the Final Effluent Limitation Guidelines and Standards for the Airport Deicing Category (Звіт). EPA. April 2012. EPA-821-R-12-003. Архів оригіналу за 22 вересня 2017. Процитовано 3 листопада 2017.
3. ↑  Rosenlof, Kim (2 жовтня 2013). Infrared De-icing Speeds Process and Reduces Cost. Aviation International News Online. Midland Park, NJ. Архів оригіналу за 22 вересня 2017. Процитовано 3 листопада 2017.
4. ↑  Airport Deicing Effluent Guidelines. EPA. 21 квітня 2016. Архів оригіналу за 19 жовтня 2017. Процитовано 3 листопада 2017.
5. ↑  https://avherald.com/h?article=40f459c8&opt=0
6. ↑  https://avherald.com/h?article=4603ef59/0002&opt=0
7. ↑  https://avherald.com/h?article=4e3e919d&opt=0